# Cambozola
Cambozola es un queso triple crema, elaborado con leche de vaca que es una combinación del queso triple crema suavemente madurado francés y el gorgonzola italiano. Fue patentado y producido industrialmente para el mercado mundial por una gran compañía alemana Champignon en los años 1970. El queso (llamado originariamente Bavaria Blu) fue inventado alrededor de 1900 y aún lo produce la familia Bergader en la región de Chiemgau de Baviera. 
Se hace con el mismo moho azul Penicillium roqueforti usado para hacer el gorgonzola, el roquefort, y el stilton. Se le añade a la leche nata lo que da una rica consistencia al cambozola. La corteza del queso es similar a la del camembert. La pasta es suave, pero compacta, de consistencia suave y homogénea, y con un color levemente amarillento. Cambozola tiene un sabor característico que resulta más suave que el gorgonzola o el camembert. El nombre del queso parece haber sido un acrónimo de camembert y gorgonzola, dado que su sabor combina la rica y húmeda cremosidad de camembert con la acidez del gorgonzola azul. Se toma como queso de mesa o para canapés.

## Enlaces
- Página web
- Wikimedia Commons alberga una categoría multimedia sobre Cambozola.

- Datos: Q2329767
- Multimedia: Cambozola / Q2329767